# Пространственный модулятор света

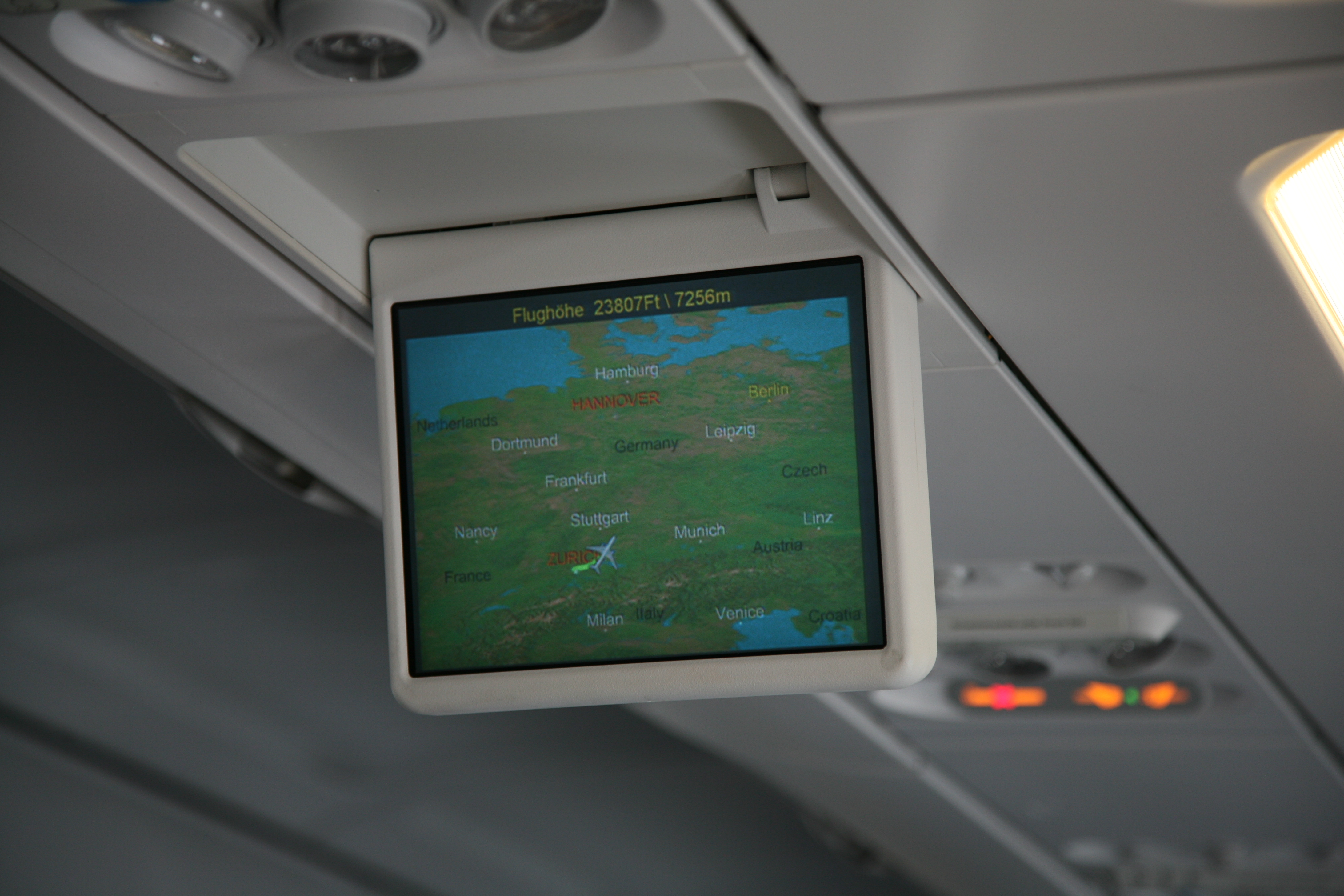
Жидкокристаллический дисплей

Пространственный модулятор света (ПМС) (англ. spatial light modulator (SLM)), транспарант — устройство, которое управляет параметрами (амплитудой, частотой, фазой, поляризацией) световых потоков, различающимися по сечению луча. Толщина физического тела транспаранта пренебрежимо мало влияет на процесс модуляции.

## Оптико-электронные
Обычно, когда говорят об использовании ПМС, подразумевают, что модулятор прозрачности управляется компьютером. В  1980-х годах, большие ПМС размещались поверх проекторов, проецирующих содержимое монитора на экран. В более современных проекторах пространственные модуляторы света встраиваются внутрь. Они часто используются для презентаций на различных встречах и собраниях.
Как правило, ПМС изменяет интенсивность светового пучка. Тем не менее, также возможно изготовление и устройств, которые модулируют фазу пучка, или интенсивность и фазу одновременно.

## Оптико-механические
Слайд, накладываемая на лампу графоскопа является простейшим пространственным, хотя и не динамическим, модулятором света.